# 2001 FU172
2001 FU172, também escrito como 2001 FU172, é um objeto transnetuniano (TNO) que está localizado no cinturão de Kuiper, uma região do Sistema Solar. Este corpo celeste é classificado como um plutino, pois, o mesmo está em uma ressonância orbital de 2:3 com o planeta Netuno. O mesmo possui uma magnitude absoluta de 8,3 e tem um diâmetro com cerca de 61 km.

## Descoberta
2001 FU172 foi descoberto no dia 22 de março de 2001 pelo astrônomo B. Gladman.

## Órbita
A órbita de 2001 FU172 tem uma excentricidade de 0,271 e possui um semieixo maior de 39,455 UA. O seu periélio leva o mesmo a uma distância de 28,759 UA em relação ao Sol e seu afélio a 50,151 UA.